# From This Moment On (Shania Twain)
From This Moment On è un singolo della cantante canadese Shania Twain, pubblicato il 4 maggio 1998 come quarto estratto dal terzo album in studio Come on Over.

## Video musicale
Il video musicale è stato diretto da Paul Boyd.

## Tracce
- CD

1. From This Moment On (Pop Radio Mix) — 4:01
2. From This Moment On (The I.V. Mix) — 5:00

## Classifiche
| Classifica (1998-2000) | Posizione massima |
| ---------------------- | ----------------- |
| Australia              | 2                 |
| Canada                 | 4                 |
| Francia                | 35                |
| Nuova Zelanda          | 7                 |
| Paesi Bassi            | 53                |
| Regno Unito            | 9                 |
| Stati Uniti            | 4                 |
| Svezia                 | 15                |

## Versione con Andrea Bocelli
Il 12 luglio 2024è stato pubblicato il duetto Da Stanotte in Poi (From This Moment On) con Andrea Bocelli, come primo singolo estratto dall'album del tenore Duets (30th Anniversary).